# Christy Cabanne
Pour les articles homonymes, voir Cabanne.
Christy Cabanne est un réalisateur, acteur, scénariste et producteur américain né le 16 avril 1888 à Saint-Louis, Missouri (États-Unis), mort le 15 octobre 1950 à Philadelphie (Pennsylvanie).

## Biographie
Christy Cabanne est un réalisateur hollywoodien extrêmement prolifique. Après avoir servi dans la marine, il commence à travailler à Hollywood au début des années 1910 comme acteur, scénariste et réalisateur. Il est l'assistant de David Wark Griffith et dirige Douglas Fairbanks dans Le Timide (The Lamb), un des premiers films d'action de la vedette. Il retravaille avec Fairbanks à quelques reprises, notamment dans Le Mystère du poisson volant (The Mystery of the Leaping Fish) en 1916. Pendant les années 1920, Cabanne dirige Ramón Novarro dans Les Cadets de la mer (The Midshipman) et participe à la réalisation du premier Ben-Hur, mettant également en vedette Novarro.
À la suite de l'arrivée du parlant, Christy Cabanne travaille pour plusieurs studios. Il réalise la première version parlante de Jane Eyre d'après l'œuvre de Charlotte Brontë et se spécialise de plus en plus dans les films de série B à petit budget comme le drame fantastique La Main de la momie (The Mummy's Hand). Il termine sa carrière en 1948 avec le western humoristique Silver Trails (en).

## Filmographie

### Comme réalisateur

#### Années 1910
- 1912 : Life of Villa (en)
- 1913 : During the Round-Up (en)
- 1913 : An Indian's Loyalty
- 1913 : The Adopted Brother
- 1913 : An Unjust Suspicion
- 1913 : Influence of the Unknown (it)
- 1913 : The Chieftain's Sons (it)
- 1913 : So Runs the Way (en)
- 1913 : The Girl Across the Way
- 1913 : His Inspiration
- 1913 : By Man's Law
- 1913 : The Blue or the Gray (it)
- 1913 : In the Elemental World
- 1913 : The Conscience of Hassan Bey (en)
- 1914 : For Those Unborn
- 1914 : For His Master
- 1914 : The Gangsters of New York (it)
- 1914 : The Smugglers of Sligo
- 1914 : The Hunchback (en)
- 1914 : The Great Leap: Until Death Do Us Part (en)
- 1914 : The Quicksands
- 1914 : The Dishonored Medal (en)
- 1914 : The Life of General Villa
- 1914 : The Intruder (it)
- 1914 : The Rebellion of Kitty Belle (en)
- 1914 : Arms and the Gringo
- 1914 : The Suffragette's Battle in Nuttyville
- 1914 : The City Beautiful (it)
- 1914 : Down by the Sounding Sea
- 1914 : The Gunman
- 1914 : Moonshine Molly
- 1914 : A Lesson in Mechanics
- 1914 : Granny
- 1914 : Her Awakening
- 1914 : Environment
- 1914 : The Odalisque
- 1914 : The Saving Grace
- 1914 : The Sisters (en)
- 1914 : A Question of Courage
- 1914 : The Better Way
- 1915 : The Three Brothers (it)
- 1915 : The Craven
- 1915 : The Lost House (en)
- 1915 : Enoch Arden
- 1915 : The Outlaw's Revenge
- 1915 : The Absentee
- 1915 : The Failure
- 1915 : Tangled Paths
- 1915 : Le Timide (The Lamb)
- 1915 : The Martyrs of the Alamo
- 1915 : Double Trouble
- 1916 : Pathways of Life (en)
- 1916 : Daphne and the Pirate
- 1916 : Sold for Marriage (en)
- 1916 : Terrible adversaire (Reggie Mixes In)
- 1916 : Le Mystère du poisson volant (The Mystery of the Leaping Fish)
- 1916 : Flirting with Fate
- 1916 : Diane, l'étoile des Folies (Diane of the Follies)
- 1917 : The Great Secret (it)
- 1917 : One of Many
- 1917 : The Slacker
- 1917 : Miss Robinson Crusoe
- 1917 : Draft 258
- 1917 : National Red Cross Pageant
- 1918 : Cyclone Higgins, D.D. (en)
- 1918 : The Fatal Marriage
- 1919 : Fighting Through
- 1919 : A Regular Fellow (en)
- 1919 : The Pest
- 1919 : The Mayor of Filbert (en)
- 1919 : God's Outlaw (en)
- 1919 : The Pleasant Devil

#### Années 1920
- 1920 : The triflers (en)
- 1920 : Burnt Wings (en)
- 1920 : The Notorious Mrs. Sands
- 1920 : Life's Twist
- 1920 : The Stealers
- 1921 : What's a Wife Worth? (en)
- 1921 : Live and Let Live (en)
- 1921 : The Barricade (it)
- 1921 : At the Stage Door (en)
- 1922 : Beyond the Rainbow
- 1922 : La Rencontre (Till We Meet Again)
- 1924 : The Average Woman (en)
- 1924 : The Spitfire (en)
- 1924 : L'Espoir qui renaît (The Sixth Commandment)
- 1924 : Lend Me Your Husband (en)
- 1924 : Youth for Sale (en)
- 1924 : Is Love Everything?
- 1925 : Les Cadets de la mer (The Midshipman)
- 1925 : La Rose du ruisseau (en)
- 1925 : Ben-Hur (en collaboration avec le réalisateur Fred Niblo)
- 1926 : Monte Carlo
- 1927 : Altars of Desire
- 1928 : Nameless Men (en)
- 1928 : Driftwood (en)
- 1928 : Annapolis (en)
- 1928 : Restless Youth (en)

#### Années 1930
- 1930 : Conspiracy
- 1930 : Le Roi des prairies (en) (The Dawn Trail)
- 1931 : Carne de cabaret (en)
- 1931 : Les Pirates de l'air (en) (The Sky Raiders)
- 1931 : Graft
- 1931 : Convicted (en)
- 1932 : Hotel Continental
- 1932 : La Ronde de minuit (en) (The Midnight Patrol)
- 1932 : The Western Limited (en)
- 1932 : Hearts of Humanity (en)
- 1932 : L'Alibi rouge (en) (The Red-Haired Alibi)
- 1932 : The Unwritten Law
- 1933 : Broken Hearts
- 1933 : Daring Daughters (en)
- 1933 : The World Gone Mad (en)
- 1933 : Midshipman Jack
- 1934 : La Rançon du bonheur (en) (Money Means Nothing)
- 1934 : Jane Eyre
- 1934 : When Strangers Meet
- 1934 : Cœurs meurtris  (A Girl of the Limberlost)
- 1935 : Rendezvous at Midnight
- 1935 : Behind the Green Lights (en)
- 1935 : Tempête sur les Andes (en) (Storm Over the Andes)
- 1935 : One Frightened Night (en)
- 1935 : Keeper of the Bees (en)
- 1935 : Alas sobre El Chaco
- 1935 : L'Homme aux deux visages (Another Face)
- 1936 : The Last Outlaw (en)
- 1937 : We Who Are About to Die
- 1937 : L'Avocat criminel (Criminal Lawyer)
- 1937 : Pas un mot à ma femme (Don't Tell the Wife)
- 1937 : You Can't Beat Love (en)
- 1937 : Annapolis Salute (en)
- 1937 : The Westland Case
- 1937 : La Ville de l'or (The Outcasts of Poker Flat)
- 1938 : Everybody's Doing It
- 1938 : Night Spot
- 1938 : This Marriage Business (en)
- 1939 : Chasseurs d'espions (en) (Smashing the Spy Ring)
- 1939 : Mutinerie sur le 'Black Hawk' (en) (Mutiny on the Blackhawk)
- 1939 : Tropic Fury
- 1939 : Legion of Lost Flyers (en)
- 1939 : The Man from Montreal (en)

#### Années 1940
- 1940 : Danger on Wheels (en)
- 1940] : Alias the Deacon (en)
- 1940] : Hot Steel (en)
- 1940] : Black Diamonds (en)
- 1940] : La Main de la momie (The Mummy's Hand)
- 1940] : The Devil's Pipeline (en)
- 1941 : Scattergood Baines (en)
- 1941 : Scattergood Pulls the Strings (en)
- 1941 : Scattergood Meets Broadway
- 1942 : Scattergood Rides High (en)
- 1942 : Top Sergeant
- 1942 : La Jungle rugit (Drums of the Congo)
- 1942 : Timber!
- 1942 : Scattergood Survives a Murder (en)
- 1943 : Cinderella Swings It
- 1943 : Keep 'Em Slugging (en)
- 1944 : Dixie Jamboree (en)
- 1945 : The Man Who Walked Alone
- 1945 : Sensation Hunters (en)
- 1947 : Scared to Death
- 1947 : Robin des Bois de Monterey (en) (Robin Hood of Monterey)
- 1947 : King of the Bandits (en)
- 1948 : Back Trail (en)
- 1948 : Silver Trails (en)

### Comme assistant réalisateur
- 1915 : Naissance d'une nation (The Birth of a Nation) de D. W. Griffith

### Comme acteur
- 1911 : A Romany Tragedy (it) de D. W. Griffith : Eugene
- 1911 : The Battle de D. W. Griffith : Soldat nordiste
- 1911 : Through Darkened Vales (en) de D. W. Griffith : In Oculist's Office
- 1911 : The Failure (it) de D. W. Griffith : At Fiancée's House / In Tavern
- 1912 : For His Son de D. W. Griffith : One of the Son's Friends / At Soda Fountain
- 1912 : A Blot on the 'Scutcheon (it) de D. W. Griffith : Un noble
- 1912 : The Transformation of Mike (en) de D. W. Griffith : Au Bar
- 1912 : La ruse de Billy (Billy's Stratagem) de D. W. Griffith : Indien
- 1912 : Under Burning Skies de D. W. Griffith : Mari d'Emily
- 1912 : The Sunbeam (en) de D. W. Griffith : In Hallway
- 1912 : A String of Pearls (en) de D. W. Griffith : Au restaurant
- 1912 : The Girl and Her Trust (en) de D. W. Griffith : Porteur de bagages
- 1912 : The Goddess of Sagebrush Gulch (en) de D. W. Griffith : A Villain
- 1912 : Oh, Those Eyes de Mack Sennett : Un admirateur
- 1912 : The Punishment (en) de D. W. Griffith : The Landowner's Son
- 1912 : Just Like a Woman : An Club
- 1912 : The Old Actor (pt) de D. W. Griffith : At Audition
- 1912 : A Lodging for the Night (pt) de D. W. Griffith : In Gambling Hall / First Mexican Couple, the Man
- 1912 : When Kings Were the Law (pt) de D. W. Griffith : Un courtier
- 1912 : A Beast at Bay (en) de D. W. Griffith : Station Master / In Sports Car
- 1912 : Algy the Watchman : A Clerk
- 1912 : Home Folks (pt) de D. W. Griffith : The Blacksmith's Assistant / At Barn Dance
- 1912 : A Temporary Truce (en) de D. W. Griffith : Indien
- 1912 : Lena and the Geese (pt) de D. W. Griffith : Un noble
- 1912 : Heaven Avenges de D. W. Griffith : Inez's Sweetheart
- 1912 : The Would Be Shriner de Mack Sennett : Parade Bystander
- 1912 : Black Sheep (it) de D. W. Griffith : Cowboy
- 1912 : The Narrow Road de D. W. Griffith : A Tramp
- 1912 : A Child's Remorse (pt) de D. W. Griffith : Boatman
- 1912 : The Inner Circle (en) de D. W. Griffith : In Gang
- 1912 : Tragedy of the Dress Suit (it) de Mack Sennett : At Party
- 1912 : A Pueblo Legend (pt) de D. W. Griffith : A Pueblo
- 1912 : Two Daughters of Eve de D. W. Griffith : The Driver
- 1912 : So Near, Yet So Far de D. W. Griffith : Au Club / Un homme dans la rue
- 1912 : The Painted Lady de D. W. Griffith : At Ice Cream Festival
- 1912 : At the Basket Picnic : Dave's Rival
- 1912 : Cœur d'apache (The Musketeers of Pig Alley) de D. W. Griffith : At Dance
- 1912 : Heredity de D. W. Griffith : Indian
- 1912 : The Club-Man and the Crook de Dell Henderson : A Friend
- 1912 : The Informer de D. W. Griffith
- 1912 : My Hero (en) de D. W. Griffith : Settler
- 1912 : A Cry for Help (en) de D. W. Griffith : Witness to Accident
- 1912 : The God Within (en) de D. W. Griffith : On Street
- 1913 : A Chance Deception (en) de D. W. Griffith : Undetermined Role
- 1913 : Near to Earth (en) de D. W. Griffith : A Businessman
- 1913 : A Misunderstood Boy (en) de D. W. Griffith : On Street
- 1913 : Le Vagabond (The Wanderer) de D. W. Griffith : le frère
- 1913 : The House of Darkness de D. W. Griffith : Attack Victim
- 1913 : The Yaqui Cur (it) de D. W. Griffith
- 1913 : His Mother's Son (it)  de D. W. Griffith : A Neighbor / Among Revelers
- 1913 : A Timely Interception (en) de D. W. Griffith
- 1913 : Almost a Wild Man (it) de Dell Henderson : In Audience
- 1913 : The Mothering Heart de D. W. Griffith : Outside Club
- 1913 : Her Mother's Oath (it) de D. W. Griffith : In Second Crowd
- 1913 : The Sorrowful Shore (en) de D. W. Griffith : The Son
- 1913 : The Coming of Angelo (it) de D. W. Griffith : Undetermined Role
- 1913 : The Work Habit (en) d'Anthony O'Sullivan (en)
- 1914 : Judith of Bethulia de D. W. Griffith

### Comme scénariste

#### Années 1910
- 1913 : An Adventure in the Autumn Woods (en)
- 1913 : A Father's Lesson
- 1913 : A Chance Deception (en)
- 1913 : A Misunderstood Boy (en)
- 1913 : His Mother's Son (it)
- 1913 : A Timely Interception (en)
- 1913 : The Sorrowful Shore (en)
- 1913 : During the Round-Up (en)
- 1913 : The Adopted Brother
- 1913 : So Runs the Way (en)
- 1913 : The Girl Across the Way
- 1913 : The Blue or the Gray (it)
- 1914 : The Sisters (en)
- 1914 : The Better Way
- 1915 : The Absentee
- 1915 : The Lamb
- 1915 : The Martyrs of the Alamo
- 1916 : Flirting with Fate
- 1917 : The Great Secret (it)
- 1917 : One of Many
- 1917 : Miss Robinson Crusoe
- 1917 : Draft 258
- 1918 : Cyclone Higgins, D.D.
- 1919 : Fighting Through
- 1919 : God's Outlaw

#### Années 1920
- 1920 : Burnt Wings
- 1920 : The Stealers
- 1921 : What's a Wife Worth?
- 1921 : Live and Let Live
- 1921 : At the Stage Door
- 1922 : Beyond the Rainbow
- 1922 : Till We Meet Again
- 1924 : Is Love Everything?

#### Années 1940
- 1941 : Scattergood Pulls the Strings (en)
- 1945 : The Man Who Walked Alone

### Comme producteur
- 1917 : The Great Secret (it)
- 1919 : Fighting Through
- 1924 : The Sixth Commandment